# Ndikiniméki
Ndikiniméki är en ort i Kamerun. Den ligger i regionen Centrumregionen, i den centrala delen av landet, 130 km nordväst om huvudstaden Yaoundé. Ndikiniméki ligger 803 meter över havet och antalet invånare är 8 247.
Terrängen runt Ndikiniméki är platt norrut, men söderut är den kuperad. Trakten runt Ndikiniméki är glesbefolkad, med 12 invånare per kvadratkilometer. Det finns inga andra samhällen i närheten. I omgivningarna runt Ndikiniméki växer i huvudsak städsegrön lövskog.